# Octuroplata octopustulata
Octuroplata octopustulata é uma espécie do gênero Octuroplata.  